# Paris (álbum de Paris Hilton)
Paris é o primeiro álbum de estúdio da atriz e cantora de mídia americana Paris Hilton. Foi lançado em 22 de agosto de 2006 pela Warner Bros. Records. O álbum inteiro foi transmitido pela AOL Music em 14 de agosto de 2006, ficando disponível para transmissão on-line oito dias antes da data de lançamento programada. Depois de assinar contrato com a gravadora em 2005, Hilton começou a trabalhar no álbum com o produtor Rob Cavallo, que foi originalmente criado para produzir o disco inteiro. Eles gravaram a música "Screwed", que deveria ser o single principal. No entanto, após se encontrar com Scott Storch, Hilton decidiu mudar a direção musical do álbum e fazer mais músicas influenciadas pelo hip hop e pelo R&B. Ela colaborou com outros produtores, incluindo Fernando Garibay, J. R. Rotem, Dr. Luke e Greg Wells. Musicalmente, Paris é um álbum pop e R&B que é influenciado pelo hip hop. Também incorpora elementos de outros gêneros, como reggae, soul e pop rock, em sua produção. Após seu lançamento, Paris recebeu críticas mistas de críticos de música, mas notou um sucesso comercial, chegando ao número seis na Billboard 200, com vendas na primeira semana de 77 000 cópias. Em outubro de 2013, o álbum vendeu 200 000 cópias nos Estados Unidos e mais de 600 000 cópias em todo o mundo.
Três singles foram lançados do álbum. "Stars Are Blind" foi lançado como o single principal em 5 de junho de 2006, aclamado pela crítica. Atingiu o número 18 na Billboard Hot 100 e se tornou um dos maiores singles de estréia de 2006. O segundo single, "Turn It Up", conseguiu ser bem sucedido na Billboard Hot Dance Club Songs, alcançando o número um. "Nothing in This World", o terceiro e último single do álbum, foi lançado em 28 de agosto e chegou ao número 12 na parada do Hot Dance Club Songs.

## Antecedentes e gravação
Hilton anunciou pela primeira vez planos para gravar um álbum em 2003 durante a produção de sua série de reality shows The Simple Life. Ela começou cedo colaborações com Romeo Antonio. Juntos, eles gravaram seis músicas, incluindo uma balada midtempo com o título de trabalho "Loneliness". Em 2004, ela se encontrou com o produtor Robb Boldt. Em colaboração com JC Chasez, ela começou a gravar novas demos. Naquela época, foi lançada a canção "Screwed", escrita por Kara DioGuardi e Greg Wells. Ela começou a falar sobre a música em muitas entrevistas, dizendo que seria o primeiro single do álbum. Em junho de 2004, Hilton estabeleceu sua própria gravadora, a Heiress Records, na qual planejava lançar o álbum. Naquele mesmo verão, Haylie Duff disse em uma entrevista que "Screwed" foi na verdade destinado a ser gravado por ela e seria o primeiro single do seu álbum de estréia, que foi cancelado mais tarde. Foi seguido por uma batalha legal pela música. Em agosto de 2004, um vazamento da gravação da música de Hilton circulou na internet a partir de uma emissora de rádio de Orlando, o que complicou a batalha legal. Depois de se encontrar com o produtor Rob Cavallo, Hilton gravou uma nova versão da música e planejava gravar um videoclipe com David LaChapelle. Não muito tempo depois, Duff foi dispensada pela Hollywood Records, que permitiu que Hilton reivindicasse a canção como dela.
Na mesma época, Lil Jon concordou em produzir algumas faixas para Hilton. Ele enviou mais de quatro faixas para ela considerar. Ela escolheu uma música chamada "That's Hot", mas mais tarde comentou: "É realmente como hip-hop, então eu disse a ele para diminuir um pouco. É quente, mas é mais parecido com Lil 'Kim, e eu disse a ele para fazer mais como eu." No entanto, Hilton não conseguiu entrar no estúdio com ele desde que ela estava trabalhando no filme National Lampoon's Pledge This!, em Miami. Outros relatórios foram feitos sobre uma possível colaboração com o The Black Eyed Peas. Hilton continuou seu trabalho com Cavallo, que inicialmente foi definido como produtor para o álbum inteiro. Jane Wiedlin do The Go-Go's também foi convidada para trabalhar com ela e Cavallo. Wiedlin falou sobre seu trabalho com Hilton: "Eu acho que a voz dela está soando bem. A primeira vez que ela cantou, ela estava super nervosa e ela simplesmente não tinha experiência em cantar. E uma das principais coisas que fiz foi orientá-la através dos vocais. E como ela está ficando cada vez mais confortável no estúdio, ela está ficando cada vez melhor. Eu acho que as pessoas ficarão realmente surpresas quando ouvirem o disco. Vai ser bom." Hilton mais tarde confirmou que uma versão cover de "Heart of Glass" de Blondie apareceria no álbum.
No verão de 2005, Hilton se encontrou com o produtor Scott Storch em Miami e foi convidado para seu estúdio de gravação. Depois de gravar a música "Turn It Up", ela decidiu mudar a direção musical do álbum e fazer mais músicas de hip hop e influências de R&B. Depois de meses de colaboração com Storch, com contribuições de Fernando Garibay, Dr. Luke, J. R. Rotem e Greg Wells, Paris finalmente estava completa e pronta para o lançamento.

## Lançamento e promoção
Tentativamente chamado Screwed, Hilton decidiu mudar o título do álbum para Paris Is Burning. Ele foi originalmente programado para ser lançado em fevereiro de 2005 com o primeiro single lançado em dezembro de 2004, mas depois que ela decidiu mudar o conceito do álbum após sua colaboração com Scott Storch, a data de lançamento foi adiada. Em dezembro de 2005, foi anunciado que o álbum, intitulado 1 Crazy Party, apresentaria as músicas "Screwed", "Turn It Up" e "All the Boys Are Chasing Me" (uma versão inicial de "Fightin 'Over Me" ) com participação de Fat Joe e Nelly. Em janeiro de 2006, uma música chamada "My Mistake" foi confirmada para o álbum. Foi alegadamente sobre o infame da sex tape de Hilton.
Durante a primeira semana do lançamento do álbum, Hilton se tornou um alvo do artista de rua Banksy, quando 500 cópias de seu álbum em 48 lojas de discos em todo o Reino Unido foram substituídas por sua própria versão alternativa. Seu retrabalho do álbum trazia remixes produzidos por ele e por Danger Mouse. A lista de faixas continha títulos de músicas de sátira como "Why Am I Famous?", "What Have I Done?" e "What Am I For?", ele também mudou a capa para exibir fotos de Hilton de topless. O código de barras original havia sido deixado no álbum para que as pessoas pudessem comprar o CD sem perceber que ele havia sido interferido.

## Singles
"Turn It Up" foi planejado como o single principal do álbum, e foi encomendado para remixes de Paul Oakenfold, Peter Rauhofer e Tracy Young. Ele estreou na Winter Music Conference em março de 2006, mas uma decisão de última hora foi feita para lançar "Stars Are Blind", que foi enviado à rádio em maio. Produzido por Garibay, "Stars Are Blind" foi lançado digitalmente em 20 de junho e como CD-maxi em 18 de julho, e chegou ao 18º lugar na Billboard Hot 100. "Turn It Up" foi lançado como um single digital em 11 de julho e em vinil de 12 polegadas em 22 de agosto. "Nothing in This World" seguiu como o terceiro e último single.

## Recepção crítica
| Críticas profissionais | Críticas profissionais |
| Pontuações agregadas   | Pontuações agregadas   |
| Fonte                  | Avaliação              |
| ---------------------- | ---------------------- |
| Metacritic             | 57/100                 |
| Avaliações da crítica  |                        |
| Fonte                  | Avaliação              |
| AllMusic               | [ 25 ]                 |
| Billboard              | (positivo)             |
| Blender                | (mista)                |
| Entertainment Weekly   | B                      |
| musicOMH               | [ 29 ]                 |
| Robert Christgau       | [ 30 ]                 |
| The Guardian           | [ 31 ]                 |
| The Observer           | [ 32 ]                 |
| Rolling Stone          | [ 33 ]                 |
| Slant Magazine         | [ 34 ]                 |

Paris recebeu críticas mistas de críticos de música. No Metacritic, que atribui uma classificação normalizada, de 100, a críticas da crítica mainstream, o álbum recebeu uma pontuação média de 57, com base em 17 avaliações, o que indica "revisões mistas ou médias". No AllMusic foi positivo, comentando que o álbum foi "mais divertido do que qualquer coisa lançado por Britney Spears ou Jessica Simpson, e muito mais fresco também". Mark Daniels do Yahoo! Music chamou o álbum de "realmente bom", antes de acrescentar: "Para muitos, [...] parece que Hilton comprou uma carreira como cantora. E em muitos aspectos, pode-se argumentar que ela tem. Mas e daí? Com alguns pop contagiantes, momentos genuinamente elegantes e uma completa falta de baladas, valeu cada centavo". De acordo com Keith Caulfield, da Billboard, "Importa que Paris Hilton não seja uma ótima cantora? Na verdade não. [...] Sabiamente, o bando de produtores e escritores recrutados para o projeto não exige que o Hilton faça mais do que ela é capaz, tornando assim "Paris" uma divertida brincadeira pop. [...] Pessimistas sejam amaldiçoados: Hilton lançando um álbum não sinaliza o fim dos dias. "Paris" não vai mudar o mundo, mas é muito divertido.
Leah Greenblatt, da Entertainment Weekly, fez uma crítica mista, e descreveu o álbum como uma "caixa de bombons bem abastecida com melodias de NutraSweet", mas com letras "muitas vezes inane e vagamente porny". Sal Cinquemani, da Slant Magazine, afirmou que o álbum não era ruim, e que provavelmente ganharia melhores notas do que os álbuns recentes de outras artistas femininas. No entanto, ele criticou as faixas influenciadas pelo hip hop. Craig McLean, do The Observer, comentou que "o primeiro álbum da herdeira pode ser mais do que o equivalente musical da autobiografia de ghostwritten afinal". Randy Lewis, do Los Angeles Times, achava que Paris "não era realmente horrível. [...] Com batidas contagiosas e texturas sonoras definidas pelos profissionais de sucesso em torno dela, tudo que Hilton precisa trazer para a festa é, bem, Paris". No entanto, ele criticou seus vocais. MusicOMH fez uma crítica negativa, criticando o álbum como um todo, antes de dizer que as partes que "não são ruins" foram as partes que não envolveram Hilton. Robert Christgau também foi negativo, dando a Paris uma pontuação de "fracasso" () indicando "um registro ruim cujos detalhes raramente merecem mais reflexão".

## Faixas
| N.º            | Título                                                      | Compositor(es)                                                     | Produtor(es)                | Duração |  |
| 1.             | "Turn It Up"                                                | Paris Hilton Scott Storch Penelope Magnet Jeff Bowden              | Storch                      | 3:12    |  |
| 2.             | "Fightin' Over Me" (com participação de Fat Joe & Jadakiss) | Hilton Storch Magnet Fat Joe Jadakiss Alonzo Jackson Taura Jackson | Storch                      | 4:01    |  |
| 3.             | "Stars Are Blind"                                           | Fernando Garibay Sheppard Solomon Ralph McCarthy                   | Garibay Solomon (co.)       | 3:56    |  |
| 4.             | "I Want You"                                                | Jonathan Rotem Kara DioGuardi Evan "Kidd" Bogart Barry Gibb        | Rotem                       | 3:12    |  |
| 5.             | "Jealousy"                                                  | Hilton Storch DioGuardi                                            | Storch                      | 3:40    |  |
| 6.             | "Heartbeat"                                                 | Storch Billy Steinberg Josh Alexander                              | Storch                      | 3:43    |  |
| 7.             | "Nothing in This World"                                     | Lukasz Gottwald Solomon                                            | Dr. Luke                    | 3:10    |  |
| 8.             | "Screwed"                                                   | DioGuardi Greg Wells                                               | Wells DioGuardi Rob Cavallo | 3:41    |  |
| 9.             | "Not Leaving Without You"                                   | Hilton DioGuardi Wells                                             | Wells DioGuardi             | 3:35    |  |
| 10.            | "Turn You On"                                               | Hilton Storch A. Jackson T. Jackson Courtney Triggs                | Storch                      | 3:06    |  |
| 11.            | "Do Ya Think I'm Sexy"                                      | Rod Stewart Carmine Appice Duane Hitchings                         | Storch                      | 4:34    |  |
| Duração total: | Duração total:                                              | Duração total:                                                     | Duração total:              | 39:50   |  |

| Faixas bônus do iTunes |                                                          |         |  |
| N.º                    | Título                                                   | Duração |  |
| 12.                    | "Stars Are Blind" (The Scumfrog's Extreme Makeover Edit) | 4:57    |  |
| 13.                    | "Turn It Up" (Paul Oakenfold Remix Edit)                 | 4:59    |  |
| 14.                    | "Turn You On" (Claude Le Gache Le Club Edit)             | 3:38    |  |

| DVD de edição limitada |                                                                                               |         |  |
| N.º                    | Título                                                                                        | Duração |  |
| 1.                     | "Especial de música com making of do álbum, bastidores e entrevistas com produtores do álbum" | 20:21   |  |
| 2.                     | "Jealousy - In the Studio"                                                                    | 3:25    |  |

Notas adicionais
- "I Want You" contém uma amostra de "Grease" interpretada por Frankie Valli.
- "Do Ya Think I'm Sexy" é uma versão cover de "Da Ya Think I'm Sexy?" de Rod Stewart.

## Desempenho nas tabelas musicais

### Posições
| Tabela musical (2006)                 | Melhor posição |
| ------------------------------------- | -------------- |
| Alemanha (Offizielle Deutsche Charts) | 18             |
| Austrália (ARIA)                      | 24             |
| Áustria (Ö3 Austria Top 40)           | 9              |
| Bélgica (Ultratop Flandres)           | 18             |
| Bélgica (Ultratop Valônia)            | 49             |
| Canadá (Billboard)                    | 4              |
| Dinamarca (Hitlisten)                 | 20             |
| Escócia (Scottish Albums Chart)       | 27             |
| Espanha (PROMUSICAE)                  | 98             |
| Estados Unidos (Billboard 200)        | 6              |
| Finlândia (Suomen virallinen lista)   | 17             |
| França (SNEP)                         | 67             |
| Grécia (IFPI)                         | 11             |
| Hungria (MAHASZ)                      | 40             |
| Irlanda (IRMA)                        | 27             |
| Itália (FIMI)                         | 22             |
| Japão (Oricon)                        | 8              |
| Nova Zelândia (RMNZ)                  | 16             |
| Países Baixos (Dutch Charts)          | 28             |
| Reino Unido (UK Albums Chart)         | 29             |
| Suécia (Sverigetopplistan)            | 6              |
| Suíça (Schweizer Hitparade)           | 7              |

### Certificações e vendas
| Região                                                                                             | Certificação | Vendas  |
| -------------------------------------------------------------------------------------------------- | ------------ | ------- |
| Rússia (NFPF)                                                                                      | Ouro         | 20,000* |
| *números de vendas baseados somente na certificação ^distribuições baseadas apenas na certificação |              |         |